# 시베리아아이벡스
시베리아아이벡스(Capra pyrenaica)는 소과 염소속에 속하는 야생 동물의 일종이다. 중앙아시아에서 서식한다. 전통적으로는 아이벡스에 속하는 아종의 하나로 간주해 왔으며, 다른 아이벡스 종들과 완전히 다른 종인지 여부는 아직 명확하지 않다. 염소속에 속하는 가장 크고 무거운 종으로 마코르염소보다 어깨높이가 높다.

## 아종
일부 전문가들은 아종을 인정하지 않고 단일종으로 간주하지만, 대개는 몸길이와 뿔의 크기 그리고 모피 색깔의 차이에 따라 4종의 아종으로 분류하고 있다.
- C. s. sibirica - 사얀산맥
- C. s. alaiana - 알라이산맥
- C. s. hagenbecki - 서몽골
- C. s. sakeen - 파미르고원, 히말라야산맥 서부, 아프가니스탄과 파키스탄

## 사진

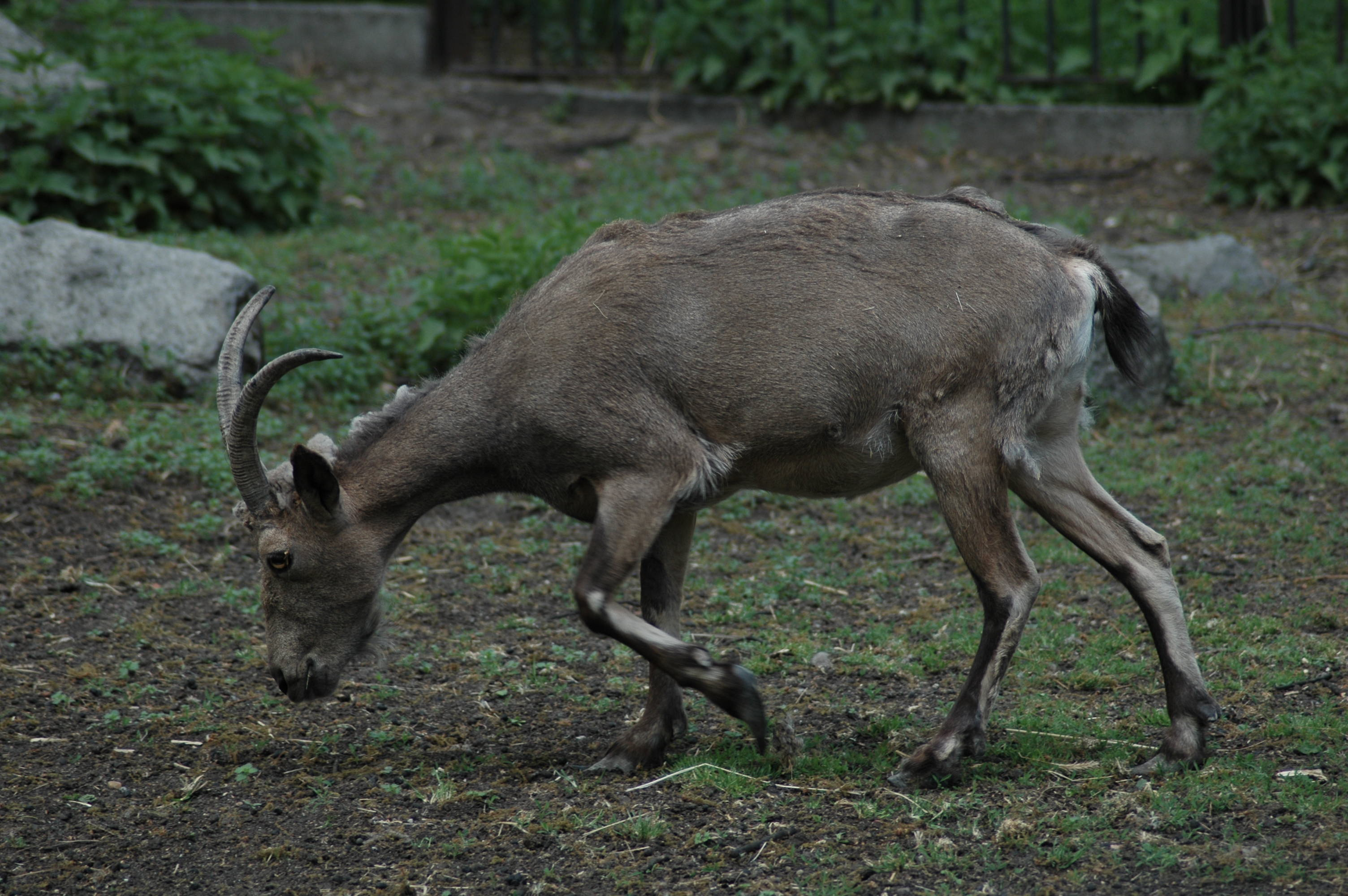
시베리아아이벡스
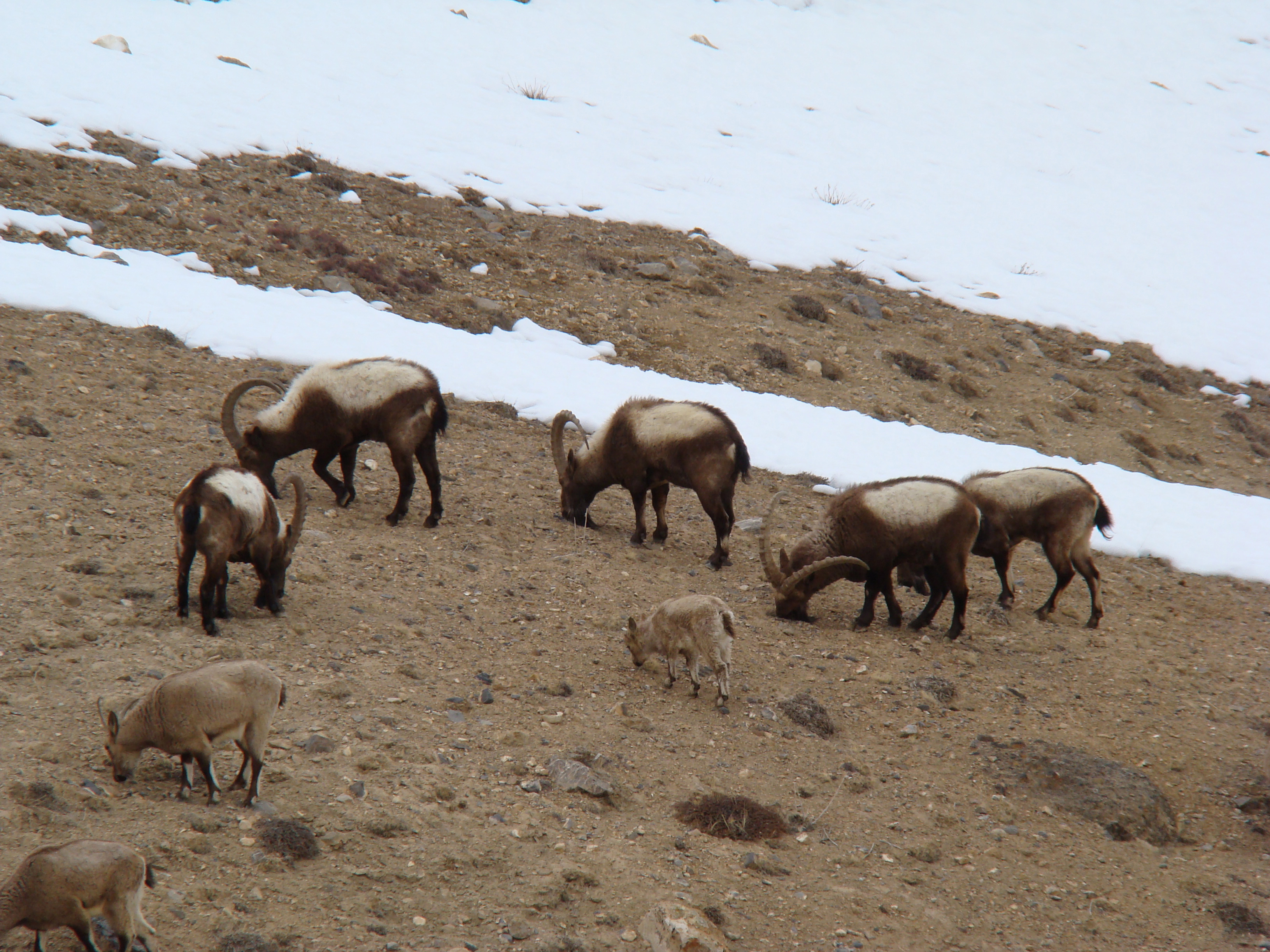
시베리아아이벡스 떼